# Хамезаври
Хамезаври (Chamaesaura) — рід ящірок з родини поясохвостів. Має 3 види. Інша назви «трав'яна ящірка».

## Опис
Загальна довжина сягає 55—70 см. При цьому приблизно 80% складає хвіст. Колір шкіри коричневий, чорний з 2 темний смугами, яка тягнуться вдовж тіла. Поміж цими смугами є більш вузькі жовтуваті лінії. Тулуб змієподібний. Кінцівки слабко розвинуті. У більшості видів немає передніх кінцівок. Хвіст досить ламкий.

## Спосіб життя
Полюбляють степ, трав'янисту рослинність. Живуть групами. Швидко пересуваються по траві. Харчуються комахами та дрібними безхребетними, особливо кониками.
Це яйцеживородні ящірки. У лютому самиця народжує 4—9 дитинчат довжиною 12—15 см.

## Розповсюдження
Це ендемік Африки. Мешкають здебільшого на півдні континенту, зустрічаються також й на сході.

## Види
- Chamaesaura aenea
- Chamaesaura anguina
- Chamaesaura macrolepis